# كونستانتين ليسيليدز
كونستانتين نيكولاييفيتش ليسيليدز ( (بالروسية: Константин Николаевич Леселидзе)‏ </link> ، (بالجورجية: კონსტანტინე ლესელიძე) </link> كونستانتين ليسيليدز (15 أكتوبر 1903 – 21 فبراير 1944) كان كولونيلًا عامًا وبطلًا في الاتحاد السوفيتي تميز في الجبهة الشمالية وما وراء القوقاز والجبهة الأوكرانية خلال الحرب العالمية الثانية . وكان أيضًا الأخ الأكبر لفيكتور نيكولاييفيتش ليسيليدز 

## النشأة والمهنية
ولد ليسيليدز في 15 أكتوبر 1903 في أوزورجيتي ، جورجيا (التي كانت آنذاك جزءًا من الإمبراطورية الروسية ) لعائلة موظفة عادية. لقد كان الأخ الأكبر لبطل حرب آخر حاصل على الأوسمة، وهو العقيد فيكتور ليسيليدز الذي توفي أيضًا في نفس العام من الحرب. في مايو 1921، بعد تخرجه من المدرسة الثانوية في تبليسي، انضم ليسيليدز إلى الجيش الأحمر وانتشر بشكل أساسي في جورجيا. شارك في قمع الحركات والانتفاضات المحلية المناهضة للشيوعية قبل تخرجه من المدرسة العسكرية الجورجية المشتركة في عام 1925 وفي عام 1929 من مدرسة تبليسي للمدفعية لدورات الضباط المتقدمة. كان ليسيليدزه عضوًا في الحزب البلشفي الشيوعي لعموم الاتحاد منذ عام 1925. خلال الفترة من 1922 إلى 1938 تولى قيادة وحدات المدفعية من البطاريات إلى الأفواج والمدرسة العسكرية الجورجية المشتركة. في يونيو 1938 تم تعيينه رئيسًا لهيئة المدفعية بفرقة المشاة وكان نشطًا أثناء الغزو السوفيتي لبولندا في عام 1939. منذ فبراير 1941 وحتى اندلاع الأعمال العدائية، كان العقيد ليسيليدزه رئيسًا لسلاح المدفعية في المنطقة العسكرية الخاصة في بيلاروسيا.

## الجبهة الشرقية
في السنة الأولى من الحرب، بقي العقيد ليسيليدزه في قيادة المدفعية في فيلق المشاة الثاني والجيش الخمسين على الجبهة الغربية السوفيتية. في يونيو 1942، أصبح قائدًا لفيلق المشاة الثالث، الجيش 46 لجبهة القوقاز. بعد شهرين فقط، تمت ترقية ليسيليدز إلى رتبة لواء وتولى قيادة الجيش 46، الذي بقي فيه حتى يناير 1943. من يناير إلى مارس من نفس العام، فريق في الجيش السابع والأربعين ومن مارس إلى فبراير 1944، قائد الجيش الثامن عشر في منطقة القوقاز وشمال القوقاز والجبهة الأوكرانية الأولى برتبة عقيد . قادته الحملات الممتدة هو وقواته إلى معركة موسكو ومعركة القوقاز واستعادة أوكرانيا، وشاركوا أيضًا في العمليات الدفاعية في كراسنودار ونوفوروسيسك وتامان وكيرش إلتيجن وجيتومير بورديتشفسكوي. قاتلت القوات تحت قيادته بقوة وتمكنت تكتيكات ليسيليدزه من الدفاع عن القوقاز من سيطرة الفيرماخت، مما أدى إلى استعادة القوات السوفيتية المنطقة بأكملها. كما طالبت قواته بموطئ قدم في شبه جزيرة كيرتش ، شمال شرق كيرتش نفسها.

## الأوامر عقدت
- 1941-1942: قائد فيلق المدفعية الثاني؛
- 1942: قائد مدفعية الجيش الخمسين؛
- 1942: قائد فيلق البندقية الجبلية الثالث؛
- 1942-1943 قائد الجيش السادس والأربعين؛
- 1943: قائد الجيش السابع والأربعين ؛
- 1943-1944: قائد الجيش الثامن عشر ؛

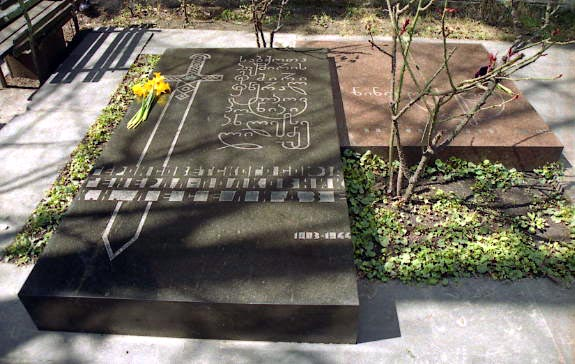
شواهد القبور لكونستانتين ليسيليدزه وزوجته نينو ليسيليدزه

اعتبارًا من فبراير 1944، عولج ليسيليدز في المستشفى العسكري المركزي التابع لمفوضية الدفاع الشعبية لاتحاد الجمهوريات الاشتراكية السوفيتية حيث تم إجلاؤه من الجبهة بسبب مرض خطير بعد إصابته بمضاعفات الأنفلونزا.
توفي كونستانتين نيكولاييفيتش ليسيليدزه في 21 فبراير 1944 عن عمر يناهز الأربعين عامًا.
في 26 فبراير 1944 تم دفنه في تبليسي في مقبرة أولد فيرا. تم نقل قبره لاحقًا إلى مقبرة ديدوب بانثيون في 26 فبراير 1976.

## الأوسمة والجوائز لـ[2]
- بطل الاتحاد السوفيتي (1971، بعد وفاته )
- أمرين من لينين
- وسام سوفوروف من الدرجة الأولى
- وسام كوتوزوف من الدرجة الأولى
- وسام الراية الحمراء
- وسام بوجدان خميلنيتسكي من الدرجة الأولى
- وسام النجمة الحمراء مرتين
- وسام اليوبيل "XX سنة من الجيش الأحمر للعمال والفلاحين"
- وسام "للدفاع عن القوقاز"
- وسام الراية الحمراء للعمل في جمهورية جورجيا الاشتراكية السوفيتية

من عام 1944 إلى عام 1992، تمت إعادة تسمية غياتشريبش (مدينة في أبخازيا ) إلى "ليسيليدز" على اسم الجنرال. وفي تبليسي (عاصمة جورجيا )، سمي أحد الشوارع في وسط المدينة باسم الجنرال ليسيليدز، كما يوجد تمثال له في هذا الشارع. تم تسمية الشوارع باسمه في مدن باتومي وسوتشي ونوفوروسيسك وغيليندزيك .

## الأدب
- موسوعة الحرب السوفيتية / تحت ريد. ن. ب. أوغاركوفا. — م. : فينيزدات، 1979. - ت. 4. — 654 ق. — (في 8-ميلي تي). — 105000 جنيه.
- فيليكيا أوتيتشيستفيننايا فيينا 1941 - 1945. الموسوعة / تحت الحمراء. م. م. كوزلوفا. — م. : الموسوعة السوفيتية، 1985. — س. 408. — 500000 اكس.
- البطل السوفيتي قصة: كلمات السيرة الذاتية الكرواتية / ص ريد. ريد. الكليات إي. ن. شكادوف. — م. : فينيزدات، 1987. - ت. 1 /أبايف — ليوبيشيف/. — 911 ق. — 100000 اكس. - رقم ISBN خارج. , ريج. رقم في РКП 87-95382
- الطيارون الجماعيون. فيليكيا أوتيتشيستفيننايا. القادة. Военный بيوغرافيك slovar / pod общей red. م. ج. رائع. — م. ; جوكوفسكي: كوتشكوفو بول، 2005. — س. 128-129. —(ردمك 5-86090-113-5)